# Le Tholonet
Le Tholonet ist eine französische Gemeinde mit 2370 Einwohnern (Stand 1. Januar 2022) in Département Bouches-du-Rhône im Süden Frankreichs. Sie liegt in der Nähe von Aix-en-Provence und dem Gebirge Montagne Sainte-Victoire am Fluss Cause.

## Geschichte

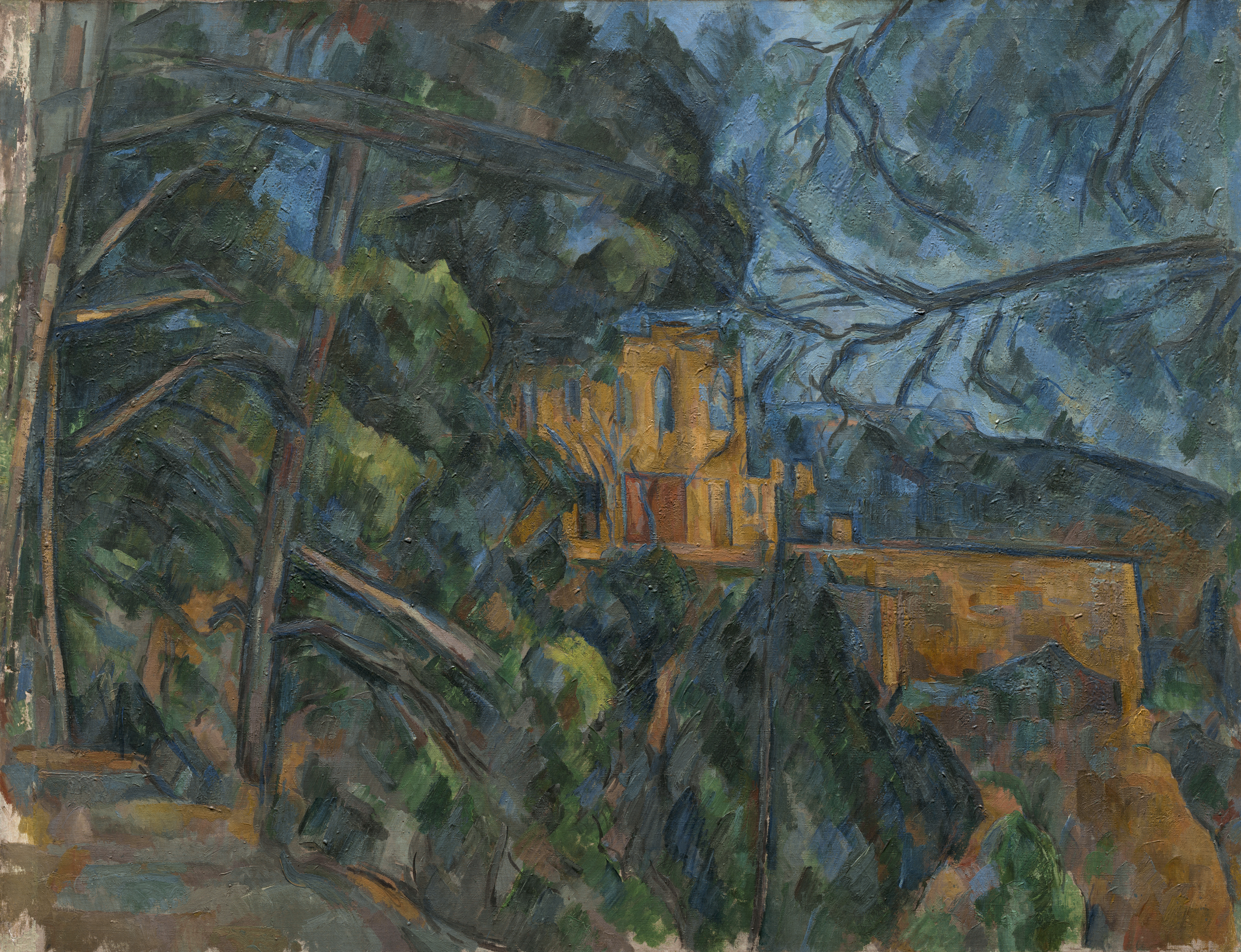
Paul Cézanne: Le Chateau Noir, National Gallery of Art, Washington (D.C.) 1900–04

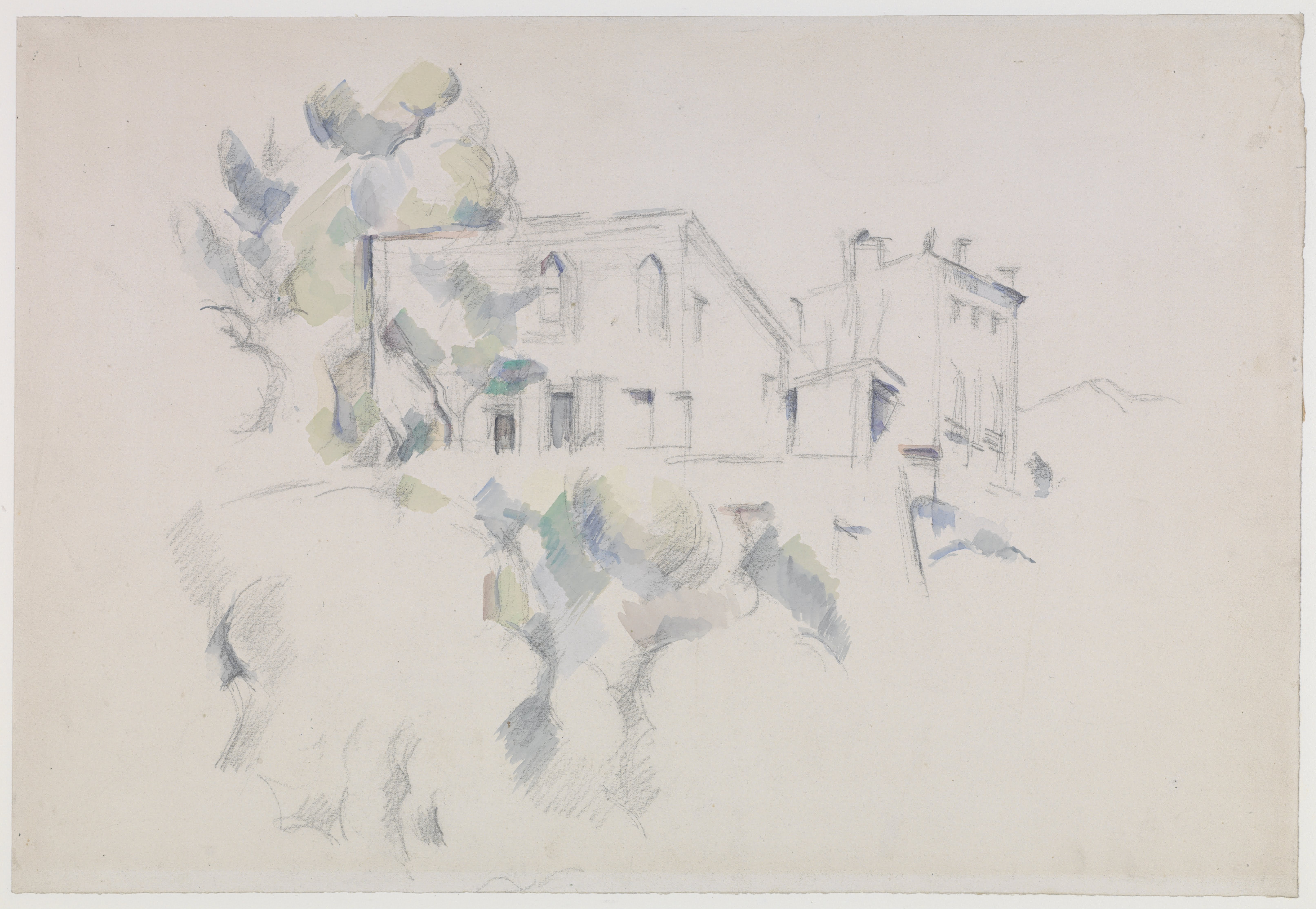
Paul Cézanne: Blick auf Château Noir

Der französische Maler Paul Cézanne kam ab dem Jahr 1897 hierher und besuchte gern das Restaurant Bern in Le Tholonet, wo er Ente mit Oliven bevorzugte oder auch Daube, ein provenzalisches Ragout, das er mit seinen Freunden, wie dem Bildhauer Philippe Solari, gemeinsam zu sich nahm.
Cézanne mietete gelegentlich ein Zimmer in dem einsam gelegenen Château Noir (Schwarzes Schloss), um sich in der Umgebung auf die Suche nach Bildmotiven zu begeben. Das Schloss und seine Umgebung zeigen mehrerer Gemälde Cézannes, hier entstanden 19 Ölgemälde und 20 Aquarelle.
Georges Duby, Historiker, ist in Le Tholonet begraben.

### Bevölkerungsentwicklung
| Jahr                       | 1962 | 1968 | 1975 | 1982 | 1990 | 1999 | 2007 | 2016 |
| Einwohner                  | 720  | 953  | 1137 | 1186 | 2004 | 2259 | 2232 | 2344 |
| Quellen: Cassini und INSEE |      |      |      |      |      |      |      |      |